# Västra Götalandsregionen
Västra Götalandsregionen (VGR) är en region för de boende i Västra Götalands län med 1 773 164 invånare (2025). Västra Götalandsregionen ansvarar, liksom andra regioner, främst för samhällets offentligt finansierade hälso- och sjukvård. Västra Götalandsregionen står också för kollektivtrafiken i länet genom Västtrafik. Dessutom har Västra Götalandsregionen det regionala utvecklingsansvaret i länet. Det omfattar bland annat näringslivsutveckling, infrastrukturplanering och innovationssystem. Västra Götalandsregionen äger flera kulturella institutioner som Göteborgsoperan, Göteborgs Symfoniker, Film i Väst och Göteborgs botaniska trädgård.

## Indelning

### Primärvård

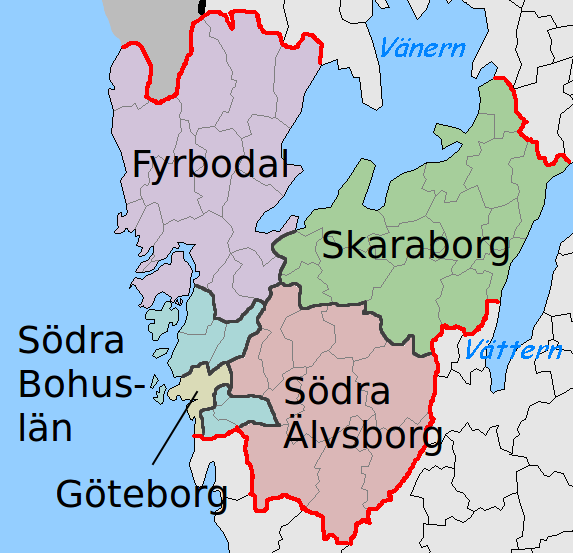
Västra Götalandsregionens primärvårdsförvaltningar.

Primärvården är indelad i fem primärvårdsförvaltningar:
- Göteborg
- Södra Bohuslän
- Fyrbodal
- Södra Älvsborg
- Skaraborg

Fyrbodal består av Fyrstad, Norra Bohuslän och Dalsland. Södra Älvsborg och Södra Bohuslän har skapats av de gamla länsdelarna och delar som från den norra delen av gamla Älvsborgs län.

### Sjukhus
Regionens sjukhus är organiserade i fyra sjukhusgrupper och fyra fristående sjukhus:
- Sjukhusen i Väster (SIV)
  - Alingsås lasarett
  - Angereds Närsjukhus
  - Frölunda Specialistsjukhus
  - Kungälvs sjukhus
- NU-sjukvården
  - Brinkåsen (psykiatri)
  - Norra Älvsborgs länssjukhus
  - Uddevalla sjukhus
- Sahlgrenska Universitetssjukhuset
  - SU Högsbo
  - Mölndals sjukhus
  - SU Sahlgrenska
  - Östra Sjukhuset
  - Drottning Silvias Barn- och ungdomssjukhus
- Skaraborgs sjukhus
  - Kärnsjukhuset i Skövde
  - Sjukhuset i Falköping
  - Sjukhuset i Lidköping
  - Sjukhuset i Mariestad
- Södra Älvsborgs sjukhus
  - SÄS Skene
  - SÄS Borås

### Sjukvårdsregion
Den norra delen av Hallands län och Västra Götaland bildar tillsammans Västra sjukvårdsregionen, en av sex sjukvårdsregioner i Sverige. Sahlgrenska Universitetssjukhuset ägs och drivs av Västra Götalandsregionen, men det har sin status som ett av totalt sju regionsjukhus i landet från Västra sjukvårdsregionen.

### Valkretsar
Val till såväl riksdag som regionfullmäktige sker i fem valkretsar:
- Göteborgs kommuns valkrets
- Västra Götalands läns västra valkrets
- Västra Götalands läns norra valkrets
- Västra Götalands läns södra valkrets
- Västra Götalands läns östra valkrets

## Administrativ historik
Sedan Göteborgs och Bohus län, Skaraborgs län och Älvsborgs län från den 1 januari 1998 slagits samman till Västra Götalands län var det 1999 dags även för landstingen att gå samman. Från Göteborgs kommun, som ditintills stått utanför landstinget, överfördes sjukvård och annan landstingsverksamhet. Västra Götalandsregionen hade, liksom Region Skåne, utökat ansvar i vissa frågor jämfört med andra landsting. Efter en försöksperiod har denna ordning permanentats från den 1 januari 2011. Numera har alla regioner detta utökade ansvar.
Regionen hade planerat att byta namn till Region Västra Götaland den 1 januari 2021, men sköt upp namnbytet till den 1 januari 2023 på grund av coronapandemin. Den 11 februari 2021 meddelades att namnbytet helt slopas och regionen behåller sitt befintliga namn, vilket beslutades av regionfullmäktige den 13 april 2021.

## Kollektivtrafik
Västra Götalandsregionen är regional kollektivtrafikmyndighet för länet. Det operativa ansvaret för kollektivtrafik ligger hos dotterbolaget Västtrafik. Tidigare ägdes bolaget gemensamt av regionen och de 49 kommunerna, men från 1 januari 2012 är Västra Götalandsregionen ensam ägare till bolaget.

## Utbildning
Skolor i Västra Götaland som är helt eller delvis finansierade av regionen.
- Folkhögskolor
  - Billströmska folkhögskolan
  - Dalslands folkhögskola
  - Fristads folkhögskola
  - Grebbestads folkhögskola
  - Göteborgs folkhögskola
  - Vara folkhögskola
- Gerlesborgsskolan
- Yrkeshögskolor
  - Biologiska Yrkeshögskolan i Skara, BYS
- Naturbruksgymnasierna i Västra Götaland  
  - Naturbruksgymnasiet Strömma
  - Naturbruksgymnasiet Svenljunga
  - Naturbruksgymnasiet Sötåsen
  - Naturbruksgymnasiet Uddetorp
- Stenebyskolan

## Kultur
- Film i Väst
- Folkteatern i Göteborg
- Författarcentrum Väst
- Göteborgs Symfoniker
- Göteborgs stadsmuseum
- Göteborgs stadsteater
- Göteborgsoperan
- Innovatum kunskapens hus
- Läckö slott
- Musik i väst
- Nordiska akvarellmuseet
- Regionbibliotek Västra Götaland
- Regionteater Väst
- Share Music
- Vara Konserthus
- Västsvenska teater & dans AB

### Kulturförvaltningen i Västra Götalandsregionen
Västarvet var en enhet för gemensam förvaltning av natur- och kulturarvsfrågor. Den bestod av Forsviks Bruk, Göteborgs Naturhistoriska museum, Lödöse museum, Slöjd och Byggnadsvård på Nääs, Vitlycke museum, Vänersborgs museum och Västsvensk konservatorsatelje. Tidigare bedrevs även verksamheten vid Västergötlands museum och Bohusläns museum av Västarvet på uppdrag av Stiftelsen Västergötlands museum respektive Stiftelsen Bohusläns museum, men med anledning av ett föreläggande från Länsstyrelsen i Västra Götalands län har båda museerna återgått till stiftelsedrift 2014 respektive årsskiftet 2015/2016. 
I maj 2019 beslutade regionfullmäktige i Västra Götaland att de båda förvaltningarna Kultur i Väst och Västarvet skulle bilda en gemensam förvaltning. Den 1 januari 2020 slogs Kultur i Väst och Västarvet ihop och bildade Förvaltningen för kulturutveckling. Den 1 januari 2023 bildade koncernavdelning kultur, delar av Regional utveckling och Förvaltningen för kulturutveckling en gemensam förvaltning. Den 1 januari 2024 fick den det nya namnet Kulturförvaltningen.

## Politik
Västra Götalandsregionen är en region vars högsta beslutande organ är regionfullmäktige. Ledamöter och ersättare i regionfullmäktige väljs i allmänna politiska val. Regionstyrelsen väljs av regionfullmäktige, och har det verkställande politiska ansvaret och bereder ärenden som behandlas i regionfullmäktige. 

### Regionstyrelse
Regionstyrelsen har 15 ordinarie ledamöter och 15 ersättare. Ledamöterna i regionstyrelsen är regionråd och tjänstgör på heltid och ersättarna tjänstgör på 40%. Mandatperioden 2022-2026 utgörs presidiet av:
- Helén Eliasson (S), ordförande
- Lars Holmin (M), vice ordförande

Övriga ledamöter tillika regionråd är Bijan Zainali (S), Alex Bergström (S), My Alnebratt (S), Linn Brandström (M), Peter Hermansson (M), Håkan Lösnitz (SD), Jonas Eriksson (SD), Carina Örgård (V), Maria Adrell (V), Stefan Svensson (KD), Cecilia Andersson (C), Pär Lundqvist (L), Madeleine Jonsson (MP).
Ersättare i regionstyrelsen är Janette Olsson (S), Jim Aleberg (S), Louise Åsenfors (S), Per Tenggren (S), Anna-Karin Skatt (S), Gustaf Josefson (M), Angela Fast Torstensson (M), Mats Abrahamsson (M), Maria Lindgren (SD), Zandra Pettersson (SD), Jan Alexandersson (V), Pernilla Wendesten (KD), Aida Karimli (C), Pär Johnson (L), Tina Ehn (MP).

### Mandatfördelning i valen 1998–2022
| 17 | 50 | 7 | 6 | 10 | 10 | 18 | 31 |

| 78 | 71 |

| 13 | 55 | 6 | 6 | 10 | 20 | 15 | 24 |

| 79 | 70 |

| 10 | 52 | 8 | 6 | 11 | 14 | 12 | 36 |

| 82 | 67 |

| 9 | 47 | 11 | 7 | 7 | 8 | 12 | 9 | 39 |

| 81 | 68 |

| 9 | 52 | 12 | 9 | 9 | 11 | 9 | 38 |

| 78 | 71 |

| 13 | 46 | 13 | 14 | 10 | 11 | 9 | 33 |

| 76 | 73 |

| 15 | 41 | 7 | 20 |  | 12 | 10 | 11 | 28 |

| 77 | 72 |

| 16 | 46 | 6 | 24 | 9 | 7 | 12 | 29 |

| 72 | 77 |

För valresultat äldre än 1998 se respektive landsting som numer ingår i Västra Götalands län; Göteborgs och Bohus läns landsting, Älvsborgs läns landsting, Skaraborgs läns landsting eller Göteborgs kommun, som var eget landsting.
Regionfullmäktigevalet 2010 överklagades, och Valprövningsnämnden beslutade i februari 2011 om att omval skulle ske i samtliga valkretsar i regionen. Omvalet hölls den 15 maj 2011 och innebar att Socialdemokraterna ökade med 5 mandat, Sverigedemokraterna ökade med 2 mandat, Centerpartiet och Miljöpartiet ökade med 1 mandat vardera, Moderaterna och Folkpartiet minskade med 1 mandat vardera och att Sjukvårdspartiet – Västra Götaland minskade med 7 mandat jämfört med det ogiltigförklarade valet. Valdeltagandet minskade från 80,57% till 44,05%.

### Valkretsar vid regionval
Valkretsarna vid regionvalet sammanfaller i Västra Götaland med riksdagsvalens valkretsar. De är Göteborg, Västra Götalands läns norra, Västra Götalands läns södra, Västra Götalands läns västra och Västra Götalands läns östra.

### Lista över regionstyrelseordförande
| Namn | Namn                | Från | Till | Politisk tillhörighet |
| ---- | ------------------- | ---- | ---- | --------------------- |
|      | Cecilia Widegren    | 1998 | 2000 | Moderaterna           |
|      | Roland Andersson    | 2000 | 2010 | Socialdemokraterna    |
|      | Gert-Inge Andersson | 2010 | 2014 | Socialdemokraterna    |
|      | Johnny Magnusson    | 2014 | 2022 | Moderaterna           |
|      | Helén Eliasson      | 2022 |      | Socialdemokraterna    |

## Övrigt
Regionfullmäktiges sammanträden hålls i Vänersborg och direktsänds via VGN, Västra Götalands Närradiodistrikt, över de flesta närradiostationerna inom regionen.
Västra Götalandsregionen är huvudman för Institutet för stressmedicin.